# Вольтурналії
Вольтурналії — свято у Стародавньому Римі, що відзначалося 27 серпня і присвячене Вольтурну, богу води та фонтанів. Вольтурн був богом річки, який пізніше був ідентифікований як бог річки Тибр. Річка Вольтурно у південній Італії названа на його честь. Вольтурн також був батьком богині Ютурни, яка була вперше ідентифікована як богиня джерела у Лації поруч з річкою Numicus, а потім як богиня джерела поруч з храмом Вести на форумі в Римі. 
Вольтурналії святкувались 27 серпня з бенкетом, питтям вина та іграми.